# Улица Руйиенас (Рига)
Улица Ру́йиенас (латыш. Rūjienas iela) — улица в Латгальском предместье города Риги, в историческом районе Авоты. Пролегает в восточном направлении, от улицы Валмиерас до улицы Пернавас; с другими улицами не пересекается. Общая длина улицы составляет 167 метров.
На всём протяжении улица Руйиенас асфальтирована. Движение одностороннее, в направлении улицы Пернавас. По улице Руйиенас проходит маршрут троллейбуса № 5 перед прибытием на конечную остановку «Daugavas stadions». С 15 сентября 2022 года, на период ремонта улицы Пиедруяс (предположительно до мая 2023 года), по улице Руйиенас проходит также автобусный маршрут № 20.

## История
Улица Руйиенас впервые упоминается в городских адресных книгах на рубеже XIX-XX веков под названием Руенская улица (нем. Rujensche Strasse, латыш. Rūjenes iela). Современный латышский вариант написания названия установился в 1923 году, других переименований не было. Название улицы происходит от города Руйиена на севере Латвии.

## Застройка
Основу застройки улицы Руйиенас составляют деревянные двухэтажные многоквартирные жилые дома, сохранившиеся с начала XX века. Наиболее примечательным является кирпичный дом № 2А с двумя мансардными этажами, построенный в стиле эклектики (капитально отремонтирован в 2000 году; используется как административное офисное здание).
Дом № 5 сильно пострадал при пожаре 11 июля 2019 года и был снесён.

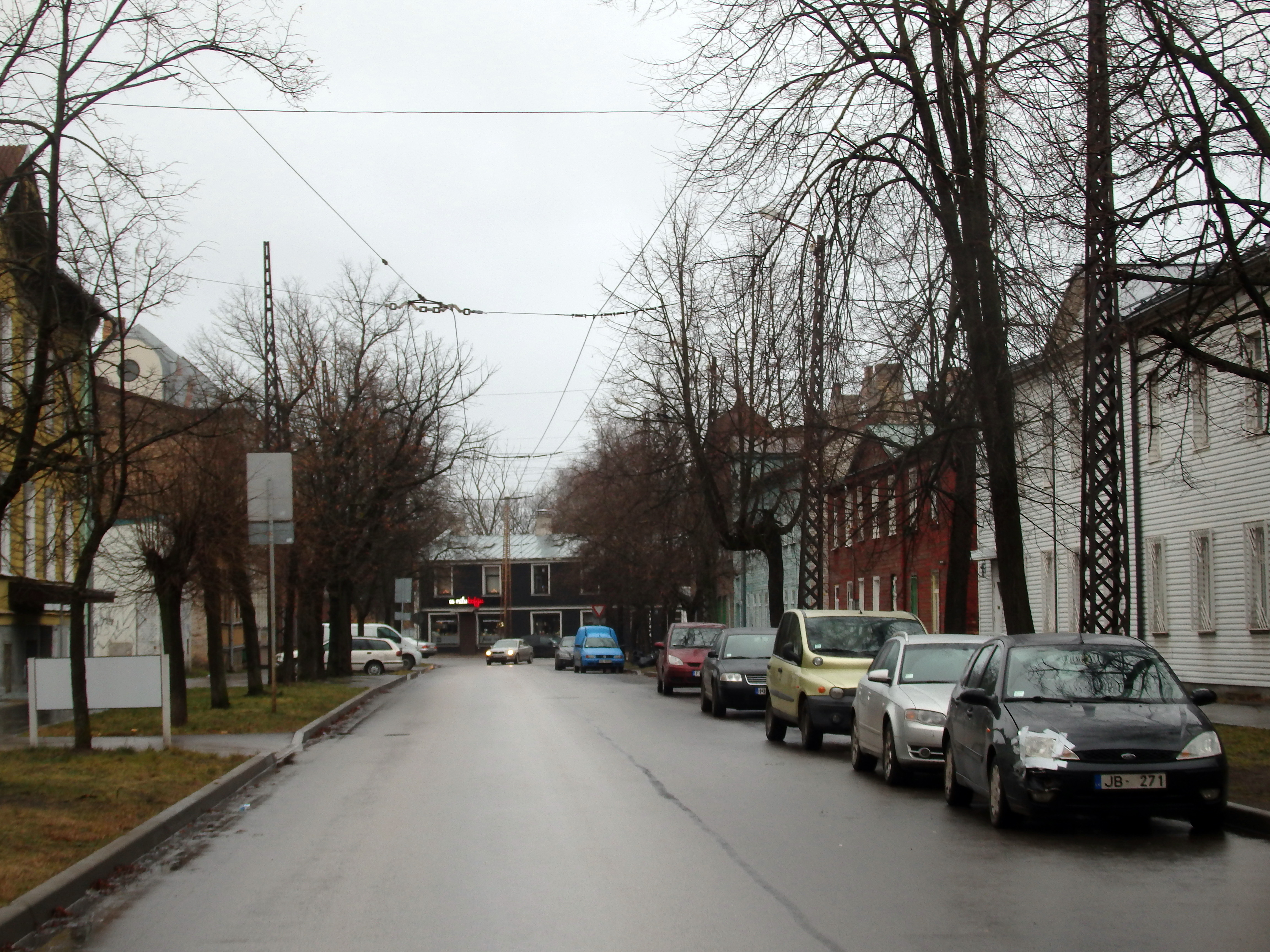
Общий вид улицы
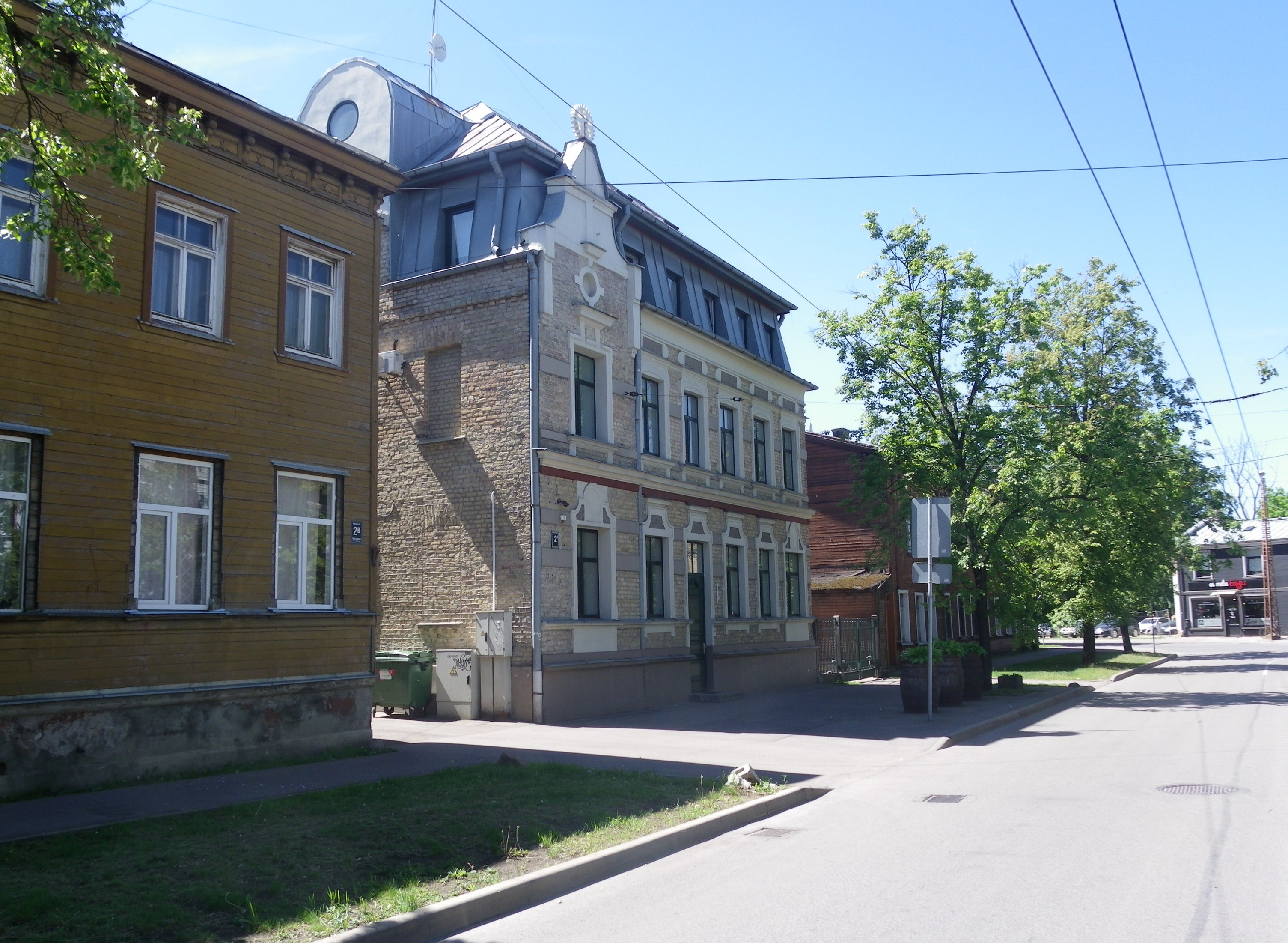
Дом № 2А
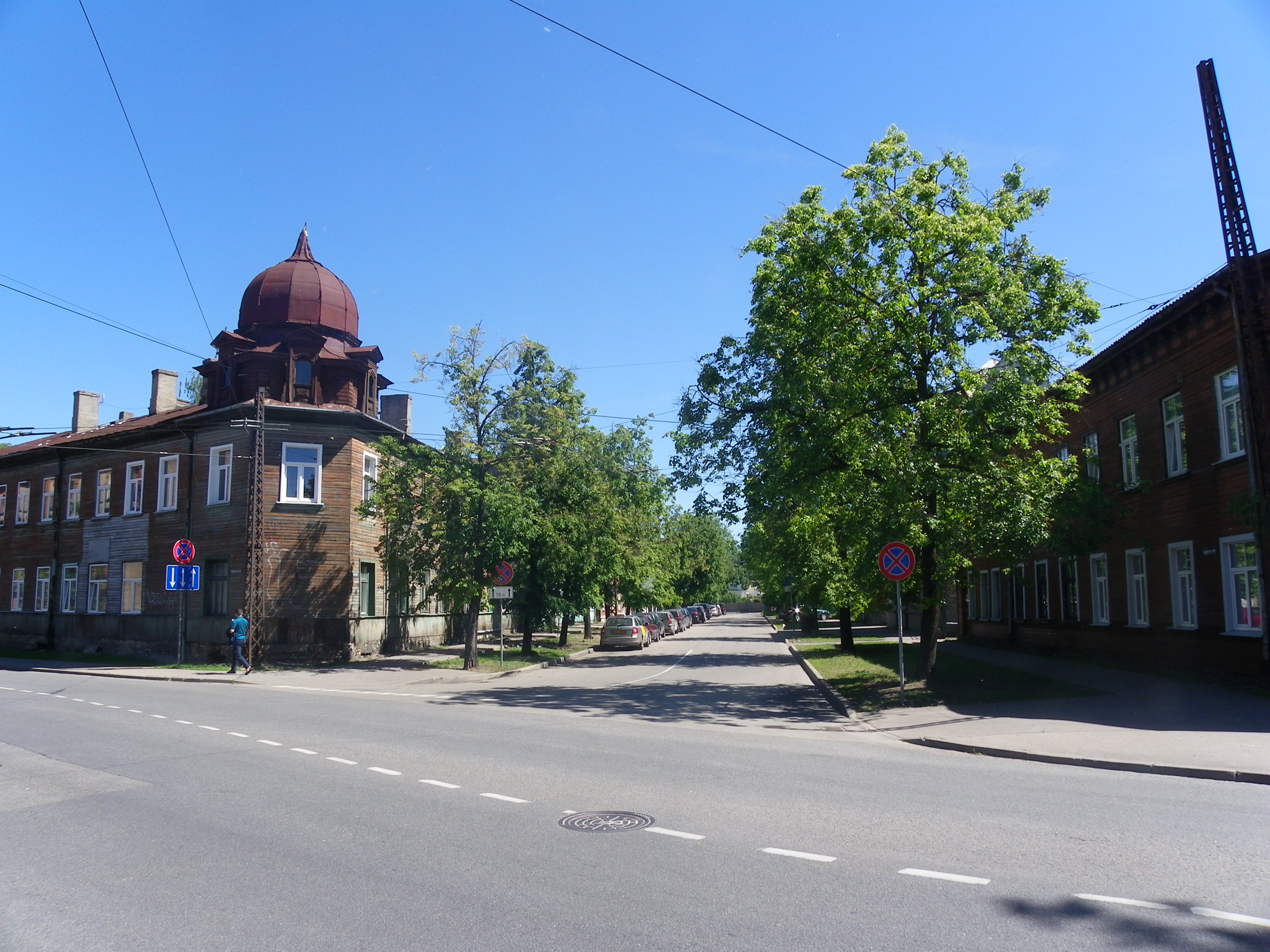
Вид от ул. Валмиерас